# Burzum Tribute Attakk
Burzum Tribute Attakk este o compilație-tribut alcătuită din piese care aparțin lui Burzum. Acest tribut muzical este realizat de către diverse formații din Belgia, Brazilia, Franța, Norvegia și Olanda. Toate piesele sunt versiuni "cover" ale pieselor originale.
S-au produs doar 150 de copii, fiecare dintre ele fiind numerotată manual.

## Lista pieselor
1. Mannaz - "Stemmen Fra Tårnet" (06:22)
2. Hordagaard - "Jesus' Tod" (05:08)
3. Lycanthropy's Spell - "En Ring Til Å Herske" (06:49)
4. Funeral Forest - "Gerbrechlichkeit II" (03:18)
5. Grimlair - "Snu Mikrokosmos Tegn" (09:14)
6. Nachtwraak - "A Lost Forgotten Sad Spirit" (11:02)
7. Natrgaard - "Gerbrechlichkeit I" (07:56)
8. Ymber Autumnus - "Dunkelheit" (07:07)